# Antoine Louis
Antoine Louis (13 febrer 1723, Metz - 20 maig 1792) va ser un cirurgià i fisiòleg francès.
Es va formar originalment en medicina pel seu pare, un cirurgià major en un hospital militar local. De jove es va traslladar a París, on es va exercir com gagnant-maîtrise a la Salpêtrière. L'any 1750 va ser nomenat professor de fisiologia, una posició que va ocupar durant 40 anys. En 1764 va ser nomenat secretari de per vida a l'Académie Royale de Chirurgie.
Louis va publicar nombrosos articles sobre cirurgia, incloent diverses biografies dels cirurgians que van morir durant la seva vida. També va publicar els aforismes quirúrgics del metge holandès Herman Boerhaave (1668-1738).
A Louis se li atribueix el disseny d'un prototip de la guillotina. Durant un període després de la seva invenció, la guillotina va ser anomenat Louisette.
El "angle de Louis" és un altre nom per a l'angle de l'estern, que és el punt d'unió entre el manubri i el cos de l'estèrnum.
Treballs i publicacions
Mémoire des contre la légitimité naissances prétendues tardives de 1764.